# Kateta
Katéti pravokotnega trikotnika sta stranici, ki oklepata pravi kot. To sta hkrati tudi krajši stranici pravokotnega trikotnika. Po navadi ju označimo s črkama a in b. Tretja stranica je daljša od njiju in se imenuje hipotenuza. Beseda »kateta« je starogrškega izvora: starogrško κάθετος: káthetos, množina starogrško κάθετοι: káthetoi.
Za stranice pravokotnega trikotnika velja:
- Pitagorov izrek: a2 + b2 = c2
- Evklidova izreka: a2 = c ca,    b2 = c cb
- višinski izrek: vc2 = ca cb

Razlaga: ca in cb sta dolžini projekcij katet a in b na hipotenuzo; vc je dolžina višine na c.